# Игнаци Дец
Игна̀ци Дец (на полски: Ignacy Dec) е полски римокатолически духовник, професор по богословие, епископ на Швиднишката епархия от 2004 година. Ректор на Митрополитската висша духовна семинария (1988 – 1995) и на Папския богословски факултет (1992 – 2004) във Вроцлав.

## Биография
Игнаци Дец е роден на 27 юли 1944 година в село Хучиско, близо до Лежайск, Жешовско войводство, в семейството на Анеля (с родово име Шуздак) и Войчех Дец. Получава начално образование в Хучиско и Воля Зарчицка. През 1962 година завършва Общообразователен лицей „Болеслав Хробри“ в Лежайск, след което продължава образованието си във Висшата семинария и Папския богословски факултет във Вроцлав (1962 – 1969). На 21 юни 1969 година е ръкоположен за свещеник от вроцлавския архиепископ Болеслав Коминек. Специализира теоретична философия във Философския факултет на Люблинския католически университет (1970 – 1976). През 1976 година защитава докторска дисертация по християнска философия на тема: „Теориите за човека на Тома Аквински и Габриел Марсел“ (на полски: Tomaszowa a Marcelowa teoria człowieka), след което започва да преподава във Висшата духовна семинария и в Папския богословски факултет във Вроцлав. В периода 1979 – 1980 година е стипендиант по философия в Льовенския католически университет, Белгия и Богословския факултет в Падерборн, Германия. В годините 1988 – 1995 е ректор на Вроцлавската семинария. От 17 декември 1991 година е доцент, а от 25 януари 1999 година е професор по богословие. Ректор на Папския богословски факултет във Вроцлав в периода 1992 – 2004 година. На 24 февруари 2004 година е номиниран за пръв епископ на новосъздадената Швиднишка епархия от папа Йоан Павел II. Приема епископско посвещение (хиротония) на 25 март същата година в швиднишката катедрала от кардинал Хенрик Гилбинович, вроцлавски архиепископ, Тадеуш Рибак, легнишки епископ и Юзеф Паздур, викарен епископ на Вроцлавската архиепархия. Същият ден приема канонично епархията и влиза в катедралата като епископ. От 2006 година е член на Научния съвет към Полската епископална конференция.